# Оматако (омурамба)
Омурамба-Оматако — крупнейшая омурамба (сезонный широкий мелкий поток воды) в Южной Африке. Протекает по регионам Очозондьюпа, Западное и Восточное Каванго Намибии. Начинается на северной окраине плато Ватерберг, у горы Омбороко, течёт в северо-восточном направлении на протяжении 635 километров. Впадает в Окаванго в 140 километрах ниже города Рунду. Площадь водосборного бассейна 61057,4 км².
Наполняется водой только после сильных дождей, до нижнего течения (100 километров выше устья) вода доходит редко.
Название реки (Omatako) на языке гереро имеет значение 'грудь' и первоначально относилось к горным пикам.